# 우시지마 리코
우시지마 리코(일본어: 牛島 理子, 1999년 12월 12일 ~ )는 일본의 여자 축구 선수이다.

## 구단 경력
2018년 INAC 고베 레오네사에 입단했고, 4년동안 팀에서 뛰었다.

## 국가대표팀 경력
그녀는 2016년 FIFA U-17 여자 월드컵에 참가할 일본 U-17 국가대표팀에 발탁되었으며, 3경기에 출전, 준우승에 기여했다. 2018년 FIFA U-20 여자 월드컵에 참가할 일본 U-20 국가대표팀에도 발탁되었으며, 3경기에 출전, 우승에 기여했다.